# Romulus I. Curța
Romulus I. Curța (n. 5 septembrie 1888, Brașov) a fost un deputat în Marea Adunare Națională de la Alba Iulia, organismul legislativ reprezentativ al „tuturor românilor din Transilvania, Banat și Țara Ungurească”, cel care a adoptat hotărârea privind Unirea Transilvaniei cu România, la 1 decembrie 1918.

## Biografie
A studiat la Facultatea de drept. A profesat ca avocat și înainte de Marea Unire, iar după aceasta a intrat în baroul Cohalm. 

## Activitate politică
A participat la Marea Adunare Națională de la Alba Iulia în calitate de delegat al cercului electoral Cohalm.